# Carlos G. Groppa
Carlos G. Groppa (nombre completo Carlos González Groppa, 9 de mayo de 1931, Tres Arroyos, Provincia de Buenos Aires), cinematografista, escritor e ilustrador argentino. Radicado en Los Ángeles, California, Estados Unidos, es editor de la revista Tango Reporter, publicada desde 1996 en dicha ciudad.
	Se inicia en el dibujo a temprana edad. Luego de completar estudios secundarios en su ciudad natal, se radica en Buenos Aires para proseguir estudios de dibujo y arquitectura.
	En 1952 el cumplimiento del servicio militar interrumpe sus estudios. Al ser licenciado, luego de varios intentos por retomarlos, tentado por el cine se asocia al Cine Club Argentino donde aprende los rudimentos del oficio, hasta que en 1955, con la inauguración de la televisión en su patria, comienza su carrera cinematográfica siendo unos de los primeros en filmar comerciales publicitarios y luego programas para ese medio.
	Su inclinación al cine lo llevó a realizar cortometrajes, documentales sobre arte y cortos con muñecos animados. Considerado pionero de la animación con muñecos en su país, algunos de sus películas realizadas por este sistema ¡Oh, el amor! (1957), Trío (1958), Frank (1958), Dos (1961) lograron premios internacionales en los festivales de Cannes y Carcassonne (Francia), Olbia y Rapallo (Italia) y Katowice (Polonia).
	Simultáneamente con su trabajo en cine, escribe artículos especializados en revistas como Jazz Magazine, TV Guía, Fotocámara, Gente de Cine y Cine 16, de la cual luego fue editor.
	En 1960 dirige Lisandro Sosa, Matrero, el primer intento de producir en la Argentina series de aventuras gauchescas realizadas exclusivamente para televisión. Llegándose a filmar 13 episodios, por problemas de política y producción estos nunca salieron al aire.
	En 1962 se incorpora al programa de Canal 7 El Show de Mario Clavell con una serie de cortos musicales realizados con muñecos animados. A su vez ese mismo año dirige el programa filmado Moda, Belleza y Color, mostrando las creaciones de la moda argentina.
	En 1964 emprende un largo viaje por los EE. UU. para interiorizarse de los últimos adelantos en materia de cine y televisión. A su regreso elabora una serie de filmaciones para televisión, entre ellas los mini-comerciales para Canal 11 (hoy Telefe) Lo que el viento se Landrú con libretos del popular humorista. En 1968 concreta su proyecto más ambicioso al producir y dirigir el largometraje Diamantes envasados, una historia policial que nunca llegó a ser exhibida en su patria por no cumplir con los requerimientos que las autoridades militares del momento imponían a las películas de acción. Dadas las circunstancias, decide abandonar el país.
	En 1971 se traslada a México, donde permanece hasta 1979. En ese país escribe libretos para televisión e historietas, cuentos cortos para diversas publicaciones, e interviene en la producción del ciclo de televisión La Novela Semanal: Grandes Obras de la Literatura Universal de Canal 13 adaptando novelas clásicas en diez capítulos. Viñas de ira de John Steinbeck, El desprecio de Alberto Moravia, y Un náufrago en la sopa de Álvaro de la Iglesia, fueron algunas de ellas.
	Entre 1972 y 1974 realiza el largometraje de animación La Odisea de los Muñecos, basado en la Odisea de Homero, a la que le sigue una serie de documentales para la televisión educativa sobre manualidades.
	No muy convencido de que el cine fuese el medio expresivo más apropiado para sus inquietudes, se suma al equipo de libretistas del ciclo televisivo de Canal 2 Los especiales de Silvia (1977) con la actriz Silvia Pinal. A su vez la Editorial Diana le publica sus primeros libros Desnudese Madame (1974) y Humor para Melancólicos (1977).
	Luego de filmar la que sería su última documental La Feria de las Flores, en 1979 abandona México y se radica en Los Ángeles, California, EE. UU.
	En este país comienza a escribir comentarios de actualidad, cine y música en La Prensa de Los Angeles, el semanario en español más antiguo de California fundado en 1966. En 1982 es nombrado editor y poco después, al ponerse el periódico en venta, se convierte en su nuevo propietario
	Durante este tiempo escribe el libreto de La mujer que quería asesinar a Hitchcock que al ser convertido en novela, en 1983 es editado en la Argentina.
	En 1990 gana el "Primer Premio del Concurso Literario Internacional de Cuentos Querido Borges". Anteriormente había salido finalista del mismo en dos oportunidades.
	En 1993 La Prensa edita su libro El Tango y sus Intérpretes, que contiene una historia del tango y comentarios de más de 400 discos de tango disponibles en los EE. UU. en ese momento.
	En 1996 instala en el Internet la página electrónica Tango Reporter. A los pocos meses la publica impresa con el mismo nombre. Desde ese momento continuó editándose en ambos medios.
	Su biografía es incluida en los directorios Who’s Who in U.S. Writers (1986) y Who’s Who in U.S. Editors & Publishers (1998) y en 2001 la Hispanic Media 100 la agrega a la lista de los 100 más distinguidos periodistas de habla hispana del país.
	La University of Southern California le otorga en 2002 el Premio Cervantes declarando a Tango Reporter como la Mejor Revista Cultural de los EE. UU. editada en un idioma ajeno al inglés.
	Durante ese tiempo se dedica a la investigación de la influencia del tango entre los músicos de jazz y bailarines ajenos al mismo, escribiendo una serie de artículos biográficos sobre Dizzy Gillespie, Stan Kenton, Gato Barbieri, Douglas Fairbanks, Maurice Mouvet & Leonora Hughes, Arthur Murray, Vernon & Irene Castle, y otros artistas, hoy instalados en el Internet. Su investigación culmina con la publicación del libro The Tango in The United States (McFarland Publishers, de Nueva Jersey, EE. UU. 2004), en el que se reseña el desarrollo del tango en este país desde 1910 hasta la fecha, cubriendo incluso las presentaciones de Osvaldo Fresedo, Francisco Canaro, Juan Carlos Cobián, Carlos Gardel y otros músicos argentinos durante sus estadías aquí.
	Ese mismo año de 2004 recibe el Life Achievement Award otorgado durante el "III Carlos Gardel Tango Festival USA" patrocinado por el Departamento Cultural de la Ciudad de Los Ángeles, por su labor cultural en la difusión de la música internacional en los EE. UU. A este reconocimiento le siguen distinciones desde la Argentina (Orden del Buzón, Orden del Porteño, Gardel de Oro, etc.), hasta que en 2005 la Academia Porteña del Lunfardo lo incorpora como Académico Correspondiente en Los Ángeles.
	Simultáneamente, frente a las dificultades económicas que experimentan los periódicos comunitarios ante la difusión del Internet, cierra La Prensa y vuelca sus esfuerzos hacia Tango Reporter, considerada la revista especializada en tango más difundida internacionalmente. Hoy puede consultarse en las principales bibliotecas universitarias del país (Harvard, Duke, Stanford, UCLA, Indiana, etc), así como de Europa, Rusia, Turquía y Japón.
	Avanzando el siglo XXI, termina su novela A un costado de Sunset Blvd., recopila sus cuentos publicados en distintos periódicos del país en el libro Desde mi computadora y encara la realización de acuarelas con motivos del paisaje urbano de Los Ángeles.
	En 2013 escribe para su hija Diana Mis memorias... “antes que me falle la memoria”, como bien dice su subtítulo.

## Filmografía Básica
Argentina
- Palomas (cortometraje, 1956)
- Yo y... alguien Archivado el 16 de octubre de 2013 en Wayback Machine. (cortometraje, 1957) - 2.º premio en el Festival de Cine Katowice (Polonia, 1959), Diploma de Honor en el Festival International de Cinema de Carcassone (Francia, 1959)
- ¡Oh, el amor! ¡Oh, el amor! (muñecos animados, 1957) -1.º Premio Categoría Fantasía, XXV Gran Concurso Anual Cine Club Argentino.
- Trío Archivado el 16 de octubre de 2013 en Wayback Machine. (muñecos animados, 1958) - 1.er Premio en Carcassonne (Francia, 1959), Diploma de Honor en el XII Festival Internacional de Cannes (Francia, 1959), invitado a la III Reseña de Cine Olbia (Italia, 1959).
- El día, la noche Archivado el 16 de octubre de 2013 en Wayback Machine. (corto sobre la escultura de Líbero Badíi del mismo nombre, 1958).
- Murales de Seoane (documental sobre la obra del muralista, 1958).
- Frank Archivado el 16 de octubre de 2013 en Wayback Machine. (muñecos animados, 1959) - Diploma de Honor XIII Festival Internacional de Cannes (Francia, 1960), 4.º Premio en el Festival Internacional de Cine de Rapallo (Italia, 1961).
- Lisandro Sosa, Matrero (13 episodios para televisión de media hora c/u, 1960/61).
- Dos Archivado el 16 de octubre de 2013 en Wayback Machine. (muñecos animados, 1961) -1.er Premio XIV Festival Internacional de Cannes (Francia, 1961).
- Moda, Belleza y Color (programa de modas filmado para Canal 7, 1962/63).
- Lo que el viento se Landrú Archivado el 16 de octubre de 2013 en Wayback Machine. (13 episodios comerciales para Canal 11, 1967).
- Diamantes embasados (piloto para televisión de la serie The Mushroom, 1968)
- Gordon Venuti en La Bomba de Talco Archivado el 16 de octubre de 2013 en Wayback Machine. (piloto para serie infantil con muñecos animados, 1969-70).

México
- La Odisea de los Muñecos (largometraje, muñecos animados, color, 1972-74).
- Qué fácil es coser (13 cortos educativos para la Universidad del Aire, 1975).
- La feria de las flores (documental, 1978).

## Actividad literaria

### Libros
- Desnudese, Madame (novela, Editorial Diana, México, 1975)
- Humor para melancólicos (cuentos, Editorial Diana, México, 1977)
- Hay un extraterrestre en la bañera (historias, México, 1978)
- La Mujer que Quería Asesinar a Hitchock (novela, Publinter, Argentina, 1983)
- Desde mi computadora (recopilación de cuentos publicados en La Prensa, EE. UU., 1991)
- El hombre que no hablaba inglés (novela, EE. UU., 1991)
- Los casos de P.G. (cuentos, EE. UU., 1992)
- Crónica de una pasión otoñal (novela, EE. UU., 1993)
- El Tango y sus Intérpretes (Ediciones La Prensa, EE. UU., 1993)
- Gardel Cronológico (Ediciones La Prensa, EE. UU., 1996)
- Tango, una breve historia (Ediciones Tango Reporter, EE. UU., 1999)
- The Tango in The United States (en inglés, McFarland, New Jersey, EE. UU., 2004)
- A un costado de Sunset Blvd. (novela, EE. UU., 2006)
- Mis memorias (memorias, EE. UU., 2013)

### Libretos principales
- La modelo (corto, 2.º Premio Concurso Argumentos CCA, Argentina, 1958)
- Diamantes embasados (largometraje, Argentina, 1968)
- Gordon Venuti en la Bomba de Talco (cortometraje, Argentina, 1969)
- Cinco diamantes para Brigitte (primero de una serie de libretos de televisión para Los Especiales de Silvia Pinal, Canal 2, México, 1976)
- Viñas de ira de John Steinbeck (adaptación para televisión en 10 capítulos, Canal 13, México, 1976)
- El desprecio de Alberto Moravia (adaptación para televisión en 10 capítulos, Canal 13, México, 1976)
- Un náufrago en la sopa de Álvaro de La Iglesia (adaptación para televisión en 10 capítulos, Canal 13, México, 1976)

### Cuentos Premiados
- A caza de la mujer perdida (3.er Premio Concurso U.N.I.D.A.S, EE. UU., 1989)
- La mujer de los lunes (finalista Concurso Querido Borges III, EE. UU., 1989)
- Una idea sacada de la manga (1.er Premio Concurso Querido Borges IV, EE. UU., 1990)
- La medicina como una profesión mortal (3.er Premio Concurso Querido Borges V, EE. UU., 1993)
- El tango de Bapsi (Mención de Honor 1.er Concurso de Cuentos Tangueros de la revista BA Tango, Buenos Aires, Argentina, 2001)